# Eofilatelie

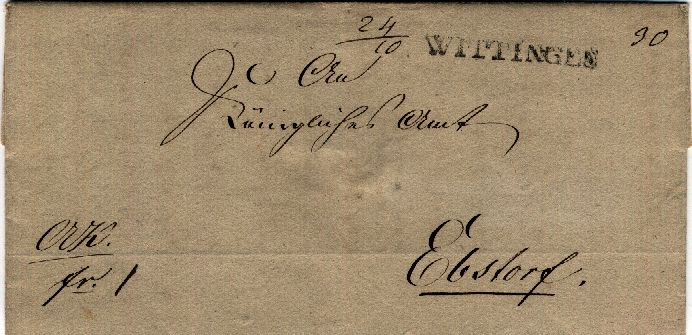
Eofilatelistische brief van Wittingen naar Ebsdorf uit 1834.

Eofilatelie (Oudgrieks: ἠώς (ḗōs) = dageraad; φιλός (philos) = vriend, liefhebber; ατηλεια (ateleia) = belastingvrij), ook wel vóórfilatelie genoemd, is een specialisatie in de filatelie. De eofilatelie houdt zich bezig met de studie van poststukken uit de tijd dat er nog geen postzegels waren. In die tijd was een brief een dichtgevouwen vel papier; enveloppen bestonden nog niet. Men kan informatie over de achtergronden en de wijze van verzending van de brief verkrijgen uit de inhoud van de brief, maar vooral van lakzegels, stempels en aantekeningen op de buitenkant van deze vouwbrieven. Die aantekeningen zijn meestal in de vorm van rode of blauwe krijtstrepen en getallen die aangeven hoeveel er moest worden betaald voor het vervoer van de brief. 
In de vóórfilatelistische periode was er nog geen eenheidstarief en dat was er zeker niet in de verschillende landen. Alles werd toen bilateraal geregeld tussen buurlanden. Dit alles maakt voor sommigen de eofilatelie een zeer moeilijke, maar boeiende specialisatie.